# 小畑芳和
小畑 芳和（おばた よしかず、1954年 - ）は、日本のテレビプロデューサー。元フジテレビKIDS代表取締役社長。

## 来歴・人物
学習院大学卒業後にフジテレビに入社。 数々の番組のディレクターを経て、1989年に「邦ちゃんのやまだかつてないテレビ」のプロデューサーとなり、人気番組に導く。その後編成制作局バラエティ制作センターゼネラルプロデューサーを歴任し、2000年設立のフジテレビ関連子会社、フジテレビKIDSの代表取締役社長に就任。
J-POPを好み、手がけた番組では随所に音楽を取り入れたり、まだ評価の高くないタレント・俳優・歌手の才能を見抜いて担当番組に出演させたり、更には流行の最先端を推測して番組に取り入れる等のこだわりを持つ（この手法は、後に部下である水口昌彦ときくち伸らフジテレビ音組に多大な影響を与えている）。
「邦ちゃんのやまだかつてないテレビ」では山田邦子をメインMCに起用し、更にはバラエティー番組への本格出演は初であった高橋英樹や高岡早紀、ミュージシャンの大江千里、バラドルとして売り出していた森口博子など異色の人材を起用し才能を発揮させた。また、山田と横山知枝による番組企画ユニット「やまだかつてないWink」の「さよならだけどさよならじゃない」、無名だったKANの「愛は勝つ」、大事MANブラザーズバンドの「それが大事」などを起用し、一躍大ヒットへ導いた。
また、ミュージシャンや音楽関係者とも縁が深く、『うれしたのし大好き』では、ドリームズ・カム・トゥルーをレギュラーMCに起用した。
長寿子供向け番組『ひらけ!ポンキッキ』をリニューアルした『ポンキッキーズ』およびその派生番組ではゼネラルプロデューサー・企画エグゼクティブプロデューサーとして時代を見越したコーナー、出演者、音楽をふんだんに起用し、番組の新陳代謝を図った。以降フジテレビKIDSとして子供向け番組・コンテンツ、イベントなどのプロデュース・ライセンシングを手がけた。

## 手がけた番組

### ディレクター
- ママとあそぼう!ピンポンパン
- 映像クイズ・ア!知ッテレビジョン
- いきなり!フライデーナイト
- ライオンのいただきます
- フジテレビ開局30周年記念特別番組（1988年）
  - フジテレビ30年史
  - テレビCM30年史

### プロデューサー
- 邦ちゃんのやまだかつてないテレビ（演出も兼任）
- でたらめ天使
- 五コマくん
- うれしたのし大好き（演出も兼任）
- 広告大賞
- 年またぎバラエティ ありがとう1990年 第1回TVグランプリ（演出も兼任）

### ゼネラルプロデューサー
- ポンキッキーズ
- ポンキッキーズ21
- ポンキッキ

### 企画・エグゼクティブプロデューサー
- きかんしゃトーマス（第4～8シリーズ、日本語吹替版）
- きかんしゃトーマス 魔法の線路（日本語吹替版）
- ポストマン・パット（日本語吹替版）
- 科学忍者隊ガッチャピン
- モノコト駄菓子屋
- 笑学六年生〜SIX GRADE ONLY〜
- We Can☆
- Beポンキッキ
- beポンキッキーズ

## 関係人物
- 横澤彪
- 石田弘
- 井上信悟
- 水口昌彦
- きくち伸
- フジテレビ音組